# كريستوف سبرينغر
كريستوف سبرينغر (بالألمانية: Christoph Springer)‏ هو دراج ألماني، ولد في 30 أكتوبر 1985 في أوبرندورف آم نيكار في ألمانيا.

## وصلات خارجية
- كريستوف سبرينغر على موقع الاتحاد الدولي للدراجات (الإنجليزية)
- كريستوف سبرينغر على موقع أرشيف الدراجات (الإنجليزية)
- كريستوف سبرينغر على موقع إحصائيات الدراجات الإحترافية (الإنجليزية)
- كريستوف سبرينغر على موقع نسبة الدراجات (الإنجليزية)